# The Witcher - Le sirene degli abissi
The Witcher - Le sirene degli abissi (The Witcher: Sirens of the Deep) è un film d'animazione del 2025 diretto da Kang Hei Chul, tratto dall'omonimo romanzo di Andrzej Sapkowski, basato sul quarto racconto del secondo volume, La spada del destino.

## Trama
L'amore tra una sirena ed un principe è l'unica cosa che può impedire una guerra tra le due specie. Entra così in gioco Geralt Di Rivia che dovrà evitare che esploda il conflitto prima che sia troppo tardi.

## Distribuzione
Il film è stato distribuito sulla piattaforma Netflix a partire dall'11 febbraio 2025.